# Гишар, Оливье
Оливье Мари Морис Луи Гишар (фр. Olivier Marie Maurice Louis Guichard; 7 июля 1920, Неак, Жиронда — 20 января 2004, Париж) — французский политик и государственный деятель, близкий соратник генерала де Голля. Заведовал делопроизводством де Голля, был депутатом Национального собрания от голлистских партий, занимал министерские посты при президентах де Голле, Помпиду, Жискар д’Эстене. Считался одним из самых влиятельных «баронов голлизма».

## Происхождение и война
Родился в семье морского офицера. Луи Гишар, отец Оливье Гишара, состоял в роялистской лиге Аксьон франсез, был сторонником Шарля Морраса, при режиме Виши служил в аппарате адмирала Дарлана. Дальний предок Луи Гишар-старший принадлежал к дворянству Первой империи и часто именовался бароном, хотя на титул не был оформлен патент. В роду Гишаров были выражены монархические симпатии, недоверие к парламентаризму.
Оливье Гишар окончил Лицей Кондорсе, Парижский университет, Свободную школу политических наук. Имел степень бакалавра литературы, права и политологии.
При Освобождении Франции Оливье Гишар записался добровольцем в 1-ю армию. Участвовал в боях с немецкими войсками в Эльзасе. Был удостоен нескольких военных наград. Стал убеждённым сторонником генерала Шарля де Голля.

## Советник де Голля
В 1947 Оливье Гишар познакомился с Жаком Сустелем и вступил в голлистскую партию Объединение французского народа (RPF). Возглавлял пресс-службу комиссии по атомной энергии в аппарате Гастона Палевски. Курировал партийный аппарат и политические проекты. Стоял на позициях национал-консерватизма и антикоммунизма.
После отставки де Голля и роспуска RPF Оливье Гишар остался при генерале. С 1951, по рекомендации Жоржа Помпиду, был начальником личного кабинета (канцелярии) де Голля. Прошёл вместе с де Голлем годы «пути через пустыню». Ален Пейрефит называл трёх человек, без которых генерал не мог тогда обходиться: Жак Фоккар, Пьер Лефран, Оливье Гишар. Отношение Гишара к де Голлю характеризовалось как «воплощение верности» и «сыновнее почтение».
В 1958, когда Шарль де Голль снова стал главой государства. Оливье Гишар закулисно организовывал практические мероприятия по возвращению де Голля к власти — от знаменитой пресс-конференции 19 мая до парламентского голосования 1 июня. Установилась президентская система Пятой республики.
Оливье Гишар принадлежал к ближайшему окружению президента де Голля. Состоял в руководящих органах Союза за новую республику (ЮНР) и Союза демократов в поддержку республики (ЮДР). Причислялся к ведущим «баронам голлизма» — наряду с Жаком Фоккаром, Пьером Лефраном, Мишелем Дебре, Роже Фреем, Жаком Шабан-Дельмасом. В то же время, Оливье Гишар не назначался на высокие государственные посты. В 1959 де Голль лично вычеркнул кандидатуру Гишара из списка, представленного премьером Дебре. Только в 1962 он занял довольно скромную должность мэра своего родного города Неак в провинциальной Жиронде; только в 1967 был избран в Национальное собрание от Атлантической Луары и назначен министром промышленности в правительстве Жоржа Помпиду.
Такое положение контрастировало с другими ведущими «баронами». Иногда говорилось даже о неблагодарности генерала. Объяснялось это особенностями характера де Голля («генерал не любил думать, что он кому-то обязан») и самого Гишара, который неприязненно относился к публичной политике и предпочитал действовать в аппаратной тени, как «серый кардинал». В статусе президентского советника Гишар готовил для Голля аналитические обзоры, проекты законов и политических мероприятий, руководил аппаратом премьер-министра Помпиду. Обладал репутацией эффективного стратега и менеджера. В этом плане Гишар напоминал Фоккара, но занимался политическими технологиями, а не силовыми операциями.
Как крупный голлистский политик, Оливье Гишар был жёстким противником «Красного мая». 31 мая 1968, на следующий день после массовой акции сторонников де Голля на Елисейских полях, Гишар был назначен министром планирования и регионального развития (на следующий день Жоржа Помпиду сменил во главе правительства Морис Кув де Мюрвиль). Гишар закулисно участвовал в деятельности Комитетов защиты республики (CDR). По некоторым данным, Гишар, Помпиду и Фрей использовали ресурс CDR во внутреннем противоборстве голлистов — против премьера Кув де Мюрвиля и министра национального образования Эдгара Фора. Гишар и его партнёры выступали с правых позиций, против расширения университетской автономии, из-за чего Фор обвинил CDR в «фашистских тенденциях».
Именно Оливье Гишар был автором законопроекта о реформе сената и региональных советов, инициатором конституционного референдума 1969. Другие «бароны» были против, постепенно осознал ошибку прогнозов и сам Гишар. Большинство избирателей ответили «нет». Де Голль, как и предупреждал, подал в отставку. После этого карьера Гишара приобрела более публичный характер.

## Министр и администратор
Оливье Гишар был сторонником Жоржа Помпиду, поддерживал его на президентских выборах 1969. После избрания президент Помпиду назначил Гишара министром национального образования (вместо Эдгара Фора) в правительстве Жака Шабан-Дельмаса. При министерстве Гишара был основан Компьенский технологический университет. В школах восстановлено изучение латыни и ужесточены экзаменационные правила.
В 1972 Оливье Гишар некоторое время планировался в премьер-министры, но стал государственным министром (ранг, сходный с вице-премьерским) регионального планирования, общественных работ и транспорта в правительстве Пьера Мессмера. Период его министерства был отмечен развитием автодорожной сети, развитием промышленной зоны в Фос-сюр-Мер и прекращением строительства крупных жилкомплексов — как рассадников «социальной сегрегации». Критики Гишара отмечали, что приоритет магистралей для частного автотранспорта тормозил развитие государственных железных дорог и судоходства по каналу Рейн — Рона.
Смерть президента Помпиду в 1974 привела к досрочным выборам, на которых одержал победу Валери Жискар д’Эстен — представитель правого лагеря, но не голлист, а либеральный центрист. Голлистская партия ЮДР после поражения на выборах переживала кризис. Оливье Гишар поддерживал Жака Шабан-Дельмаса, представителя «поколения баронов», против Жака Ширака, консолидировавшего активистов новой генерации. Однако новую голлистскую партию Объединение в поддержку республики (ОПР) в 1976 возглавил Ширак. Оливье Гишар пытался ввести ОПР в коалицию с партией Жискар д’Эстена Союз за французскую демократию и принял пост хранителя печати и министра юстиции в правительстве Раймона Барра. Однако Ширак отказался от коалиции, Гишар оставался министром в личном качестве.
Почти четверть века — с начала 1970-х по середину 1990-х — Оливье Гишар был мэром Ла-Боль-Эскублака; полтора десятилетия — с середины 1970-х по конец 1990-х — председателем регионального совета Пеи-де-ла-Луар. Основное внимание он уделял развитию туристической инфраструктуры. В регионе традиционно преобладают правоконсервативные настроения. Главными политическими противниками голлиста Гишара были националисты из Республиканского альянса и христианские демократы.
До 1997 Ольвье Гишар оставался депутатом Национального собрания. Представлял департамент Атлантическая Луара и партию ОПР. Оставил политическую деятельность при достижении 75-летнего возраста. В 2002 президент Ширак наградил Гишара орденом Почётного легиона. Полтора года спустя Оливье Гишар скончался в возрасте 83 лет.

## Частная жизнь
Оливье Гишар был дважды женат. Через несколько лет после кончины первой супруги, участницы Сопротивления Сюзанны Винсент, он женился на известной журналистке Дэйзи де Галар. Имел сына и двух дочерей. Журналист, писатель и философ Жан де Брем, двоюродный брат Оливье Гишара, был ультраправым активистом, непримиримым врагом де Голля, состоял в ОАС и убит полицией при задержании.
Личная жизнь и бытовой стиль Оливье Гишара многим казались избыточно бурными и не совсем подобающими консерватору. Католическая традиционалистка Ивонна де Голль характеризовала Гишара как «гуляку-тусовщика». Существует предположение, что именно недовольство президентской супруги блокировало при жизни де Голля государственную карьеру Гишара.